# Pepe
Képler Laveran Lima Ferreira, známý pod fotbalovou přezdívkou Pepe (* 26. února 1983, Maceió, Brazílie), je bývalý portugalský fotbalový obránce brazilského původu.
Fotbalista s vícero kontroverzními momenty. Website Inside World Soccer jej zařadil na 2. místo v žebříčku nečistě hrajících fotbalistů, kterou si vysloužil svými častými simulacemi a fauly.

## Klubová kariéra
Narodil se ve městě Maceió v Brazílii, a zde začal hrát fotbal v místním klubu Corinthians. V 18 letech se přestěhoval do Portugalska a začal hrát za tým CS Marítimo na ostrově Madeira. Stal se klíčovým hráčem a hrál na pozici obránce a záložníka.

### FC Porto
Během léta roku 2004 podepsal smlouvu s týmem portugalské první ligy FC Porto. Brzy se stal jedním z nejlepších obránců ligy a s Portem vyhrál portugalskou ligu i pohár.

### Real Madrid
Dne 10. července 2007 podepsal pětiletý kontrakt se španělským Realem Madrid za 30 miliónů eur.
V sezóně 2013/14 sice nezískal ligový titul (vyhrálo jej Atlético Madrid), ale stal se vítězem Ligy mistrů UEFA po finálové výhře 4:1 po prodloužení v derby právě nad Atléticem Madrid. Rovněž vyhrál s Realem Copa del Rey 2013/14 (španělský pohár).

### Beşiktaş JK
V červenci 2017 přestoupil do tureckého klubu Beşiktaş JK.
Dne 16. prosince 2018 s ním klub Beşiktaş JK rozvázal smlouvu.

### FC Porto
V ročníku 2019/20 odehrál 23 ligových zápasů a na konci mohl slavit portugalský titul.
Dne 27. října 2020 odehrál své 100. jubilejní utkání v Lize mistrů, když nastoupil při skupinové výhře 2:0 proti Olympiakosu Pireus.
Ve skupinové fázy Ligy mistrů dal vítězný gól Šachtaru Doněck při výhře 5:3.

## Reprezentační kariéra
Nikdy nereprezentoval svoji rodnou Brazílii. V srpnu 2007 přijal portugalské občanství, a už 30. srpna hrál první zápas za Portugalsko v kvalifikaci na EURO 2008 proti Polsku.
V závěrečných fázích turnaje mistrovství Evropy 2008 hrál ve všech zápasech a dal jednu branku. Portugalsko nakonec skončilo ve čtvrtfinále.
Zúčastnil se i kvalifikace na MS 2010 v Jižní Africe. Na samotném turnaji hrál jen dvě utkání, proti Brazílii a Španělsku.
Roku 2022 se představil na Mistrovství světa, které v listopadu a prosinci toho roku uspořádal Katar. Byl třetím nejstarším hráčem na mistrovství. V úvodním skupinovém utkání dne 24. listopadu Portugalsko bez Pepeho vyhrálo 3:2 nad Ghanou. O čtyři dny později Portugalsko postoupilo s Pepem v základní jedenáctce po výhře 2:0 nad Uruguayí do vyřazovacích bojů, poté co se zranil obránce z prvního zápasu Danilo Pereira. Během osmifinále hraného 6. prosince se stal ve věku 39 let nejstarším hráčem skórujícím ve vyřazovací části mistrovství světa, když vstřelil druhý gól při výhře 6:1 nad Švýcarskem.

## Úspěchy

### Klubové
FC Porto
- 3× vítěz portugalské 1. ligy: 2005/06, 2006/07, 2019/20
- 1× vítěz portugalského poháru: 2005/06
- 3× vítěz portugalského Superpoháru: 2004, 2006, 2007
- 1× vítěz Interkontinentálního poháru: 2004

Real Madrid
- 3× vítěz Primera División: 2007/08, 2011/12, 2016/17
- 2× vítěz Copa del Rey: 2010/11, 2013/14
- 2× vítěz Supercopa de España: 2008, 2012
- 3× vítěz Ligy mistrů UEFA: 2013/14, 2015/16, 2016/17
- 1× vítěz Superpohár UEFA: 2014
- 2× vítěz MS klubů: 2014,[11]2016

Zdroj:

### Reprezentační
- 1× vítěz Mistrovství Evropy: 2016
- 1× vítěz Liga národů UEFA: 2018/19

### Individuální
- člen All stars výběru na mistrovství Evropy 2008
- Nejlepší jedenáctka podle ESM – 2013/14[13]

## Vyznamenání
- komandér Řádu za zásluhy – Portugalsko, 10. července 2016[14]